# فرودگاه ادیومانی
فرودگاه ادیومانی (به انگلیسی: Adjumani Airport) یک فرودگاه غیرنظامی است که یک باند فرود سنگفرش دارد و طول باند آن ۱۱۳۰ متر است. این فرودگاه در کشور اوگاندا قرار دارد و در ارتفاع ۷۹۶ متری از سطح دریا واقع شده‌است.